# Polizeiruf 110: Muttertag
Muttertag ist ein Fernsehfilm aus der Krimireihe Polizeiruf 110. Die 364. Folge der Filmreihe wurde am 14. Mai 2017, dem Filmtitel entsprechend am Muttertag, erstgesendet.

## Handlung
Im Krummen Wald bei Stettin wird nachts die Leiche des polnischen Unternehmers und Familienvaters Janusz Kubiak gefunden – Zeugen haben ein Auto mit deutschem Kennzeichen aus dem Landkreis Uckermark am Tatort gesehen. Kriminalhauptkommissarin Olga Lenski und Kriminalhauptkommissar Adam Raczek werden ins deutsch-polnische Kommissariat in Świecko gerufen. Gemeinsam ermitteln sie am Tatort und finden heraus, dass der Ermordete mit der Deutschen Sabrina Uhl eine außereheliche Beziehung hatte. Sie war auch am Tatabend mit Kubiak zusammen und ist seitdem verschwunden. Ihr Slip wird am Tatort gefunden, ihr Wagen auf einem Parkplatz in Gryfino unweit der deutsch-polnischen Grenze.
Lenski und Raczek besichtigen das Haus der Vermissten in einem kleinen Dorf in der Uckermark und untersuchen das dörfliche Umfeld näher. Schnell werden sie auf den arbeitslosen Enrico Schoppe aufmerksam. Dieser war mit Sabrina befreundet und früher in Kubiaks Handwerksbetrieb angestellt, bis er von diesem entlassen wurde. Enrico und das Opfer hatten nachfolgend Streit, unter anderem um entwendete Werkzeuge.
Enricos Mutter Heidi nimmt ihn entschieden in Schutz, findet allerdings kurz darauf Sabrinas Leiche in Enricos Schuppen. Als Mutter will sie ihren Sohn beschützen und hilft ihm, die Leiche an einen sichereren Ort zu verbringen. Sie unterstellt der Polizei und der Dorfgemeinschaft, dass ihrem Sohn nie Glaubwürdigkeit geschenkt würde, wenn dieser mit der Leiche in Verbindung gebracht würde. Enrico erzählt Heidi, dass Kubiak Sabrina vergewaltigt und ermordet hätte. Er habe sie retten wollen und dabei Kubiak versehentlich getötet, weil dieser rücklings auf einen Stein stürzte.
Die Spurenlage im Wald belegt allerdings, dass der Tote erschlagen und dann noch mehrfach auf ihn eingeschlagen wurde. Lenski und Raczek finden heraus, dass Enrico an Sabrina interessiert war und Kubiak aus Eifersucht im Wald erschlagen hat, als er beide beim Geschlechtsverkehr im Krummen Wald aufgefunden hat. Weil Sabrina, entsetzt über Enricos Tat, laut schrie und weinte, würgte und tötete er auch sie im Affekt, brachte dann ihren Leichnam im Auto seines Cousins mit nach Hause. Das Fahrzeug wird später ausgebrannt aufgefunden.
Bei der Durchsuchung des Grundstückes der Schoppes erscheint den Ermittlern Enricos Schuppen auffällig gereinigt. Mit dem sonst eher phlegmatisch erscheinenden Hund der Wache in Świecko wird schließlich die Leiche von Sabrina vergraben aufgefunden. Ihre blutigen Hände sind das entscheidende Indiz dafür, dass sie Kubiak noch lebend berührte und nicht dieser sie tötete, sondern dass Enrico offenbar einen Doppelmord begangen hat.
Heidi hat ihren dringend tatverdächtigen Sohn unterdessen in einem leerstehenden Ladengeschäft in Schwedt/Oder versteckt. Nur mit viel Einfühlungsvermögen kann Lenski Heidi davon überzeugen, Enricos Aufenthaltsort preiszugeben. Hier wird Enrico schließlich festgenommen.
In einer Nebenhandlung wird die Beziehung der Kommissare zueinander weiter vertieft. Lenski erwägt, ihr Engagement in der deutsch-polnischen Polizeieinheit nicht zu verlängern und nach Potsdam zurückzukehren, da sie alleinerziehend ist, Probleme mit der Vereinbarkeit von Familie und Beruf und kaum Möglichkeiten hat, ihre kleine Tochter unterzubringen, wenn sie im Einsatz ist. Zudem hat sich Raczek beim gemeinsamen Vorgesetzten beschwert, weil Lenski ihre Tochter mehrfach mit zur Arbeit bringen musste. Im Laufe der Ermittlungen nähern sich die Kommissare an und müssen sich unter anderem ein Pensionszimmer teilen. Raczek überzeugt Lenski letztlich, ihre Zusammenarbeit doch zu verlängern und bietet ihr Hilfe bei der künftigen Kinderbetreuung an.

## Hintergrund
Der Film wurde vom 27. September 2016 bis zum 28. Oktober 2016 unter anderem in Groß-Ziethen, in der Umgebung von Schwedt/Oder, in Stettin und Gryfino gedreht.

## Rezeption

### Kritiken
„Der Brandenburger 'Polizeiruf' beginnt endlich, starke, verstörende Bilder und Dialoge zu entwickeln. Nach dem Umzug von Lenski an die deutsch-polnische Grenze gab es ja Startschwierigkeiten; aus der spezifischen Topografie konnte kein erzählerisches Kapital geschlagen werden, trotz der Spitzenschauspieler Simon und Gregorowicz kam keine Dynamik zustande. Den dritten Fall, in dem Lenski mit Raczek ermittelt, drehte nun Autor und Regisseur Eoin Moore, der einst den Rostocker 'Polizeiruf' zum Leben erweckt hatte. In 'Muttertag' […] setzt Moore die Uckermark als weltfernen Ort ins Bild. Krumme Bäume, windschiefe Katen, Krähenschwärme über Kohlfeldern, an dieser Uckermark scheint die Zeit vorbeigegangen zu sein.“

„Das Ermittlerpaar Lenski und Raczek ist in seiner Komposition eher schlicht, man traut sich irgendwie nicht so recht über den Weg, aber der Kurs geht klar Richtung politisches Tauwetter. Was den Film zumindest ein kleines bisschen abhebt vom Sonntagseinerlei ist Ulrike Krumbiegel, die jahrelang in der ARD-Reihe Bloch die Lebensgefährtin des Fernsehtherapeuten spielte und hier mit blond gefärbtem Pony und der Resolutheit einer enttäuschten, aber immer bedingungslos liebenden Mutter die Ermittlungen in die Irre führt.“

### Einschaltquoten
Die Erstausstrahlung von Muttertag am 14. Mai 2017 wurde in Deutschland von 7,69 Millionen Zuschauern gesehen und erreichte einen Marktanteil von 22,5 % für Das Erste.

## Auszeichnungen
- 2018: Hamburger Krimipreis zu Ehren Jürgen Rolands für Eoin Moore[5]